# Yarō Abe
Pour les articles homonymes, voir Sakamoto.
安倍 夜郎
Œuvres principales
- La Cantine de minuit

Yarō Abe (安倍 夜郎, Abe Yarō), né le 2 février 1963 à Shimanto, dans la préfecture de Kōchi est un mangaka japonais.
Il remporte notamment le Prix Shōgakukan dans la catégorie générale en 2009 pour sa série La Cantine de minuit.

## Œuvre
- 2007-présent : La Cantine de minuit (深夜食堂, Shinya Shokudō?) (Big Comic Original, Shōgakukan, édité en français par Le Lézard Noir)
- 2010 : Mimikaki : L'étrange volupté auriculaire (山本耳かき店, Yamamoto mimikakiten?) (Shōgakukan, édité en français par Le Lézard Noir  (ISBN 9782353481224))
- 2012 : ラビッツ カンカン/『MûMû』 (Rabittsu kankan/“MûMû”?) (Gakken Publishing)
- 2014 : 酒の友めしの友 (Sake no tomo meshi no tomo?) (Jitsugyo no Nihon Sha)
- 2014 : 四万十食堂 (Shimanto shokudō?) (co-écrit par Fumio Sakata, Futabasha)
- 2015 : 深夜食堂の料理帖 (Shin'ya shokudō no ryōri jō?) (co-écrit par Nami Iijima, Shōgakukan)
- 2016 : Maladroit de naissance (生まれたときから下手くそ, Umareta toki kara hetakuso?) (Big Comic Original Special Issue, édité en français par Le Lézard Noir  (ISBN 9782353481811))

## Distinctions
- 2010 : Grand Prix de l'Association des auteurs de bande dessinée japonais pour La Cantine de minuit[1]